# Арагарсас (микрорегион)
Арагарсас (порт. Microrregião de Aragarças) — микрорегион в Бразилии, входит в штат Гояс. Составная часть мезорегиона Северо-запад штата Гойас. Население составляет 55 451 человек (на 2010 год). Площадь — 11 053,877 км². Плотность населения — 5,02 чел./км².

## Демография
Согласно сведениям, собранным в ходе переписи 2010 г. Национальным институтом географии и статистики (IBGE), население микрорегиона составляет: 
| Полное население                             | Полное население                             | Полное население                             | Полное население                             | 55 451 |
| -------------------------------------------- | -------------------------------------------- | -------------------------------------------- | -------------------------------------------- | ------ |
| в том числе:                                 | Городское население                          | 42 881                                       | Процент городского населения, %              | 77,33  |
|                                              | Сельское население                           | 12 570                                       | Процент сельского населения, %               | 22,67  |
|                                              | Мужское население                            | 28 283                                       | Процент мужского населения, %                | 51,01  |
|                                              | Женское население                            | 27 168                                       | Процент женского населения, %                | 48,99  |
| Плотность населения, чел/км²                 | Плотность населения, чел/км²                 | Плотность населения, чел/км²                 | Плотность населения, чел/км²                 | 5,02   |
| Население микрорегиона в % к населению штата | Население микрорегиона в % к населению штата | Население микрорегиона в % к населению штата | Население микрорегиона в % к населению штата | 0,92   |

## Статистика
- Валовой внутренний продукт на 2003 год составляет 290 854 054,00 реалов (данные: Бразильский институт географии и статистики).
- Валовой внутренний продукт на душу населения на 2003 год составляет 5327,87 реалов (данные: Бразильский институт географии и статистики).
- Индекс развития человеческого потенциала на 2000 год составляет 0,742 (данные: Программа развития ООН).

## Состав микрорегиона
В составе микрорегиона включены следующие муниципалитеты:
1. Арагарсас
2. Аренополис
3. Бализа
4. Бон-Жардин-ди-Гояс
5. Диорама
6. Монтис-Кларус-ди-Гояс
7. Пираньяс